# Chantier naval de Malte

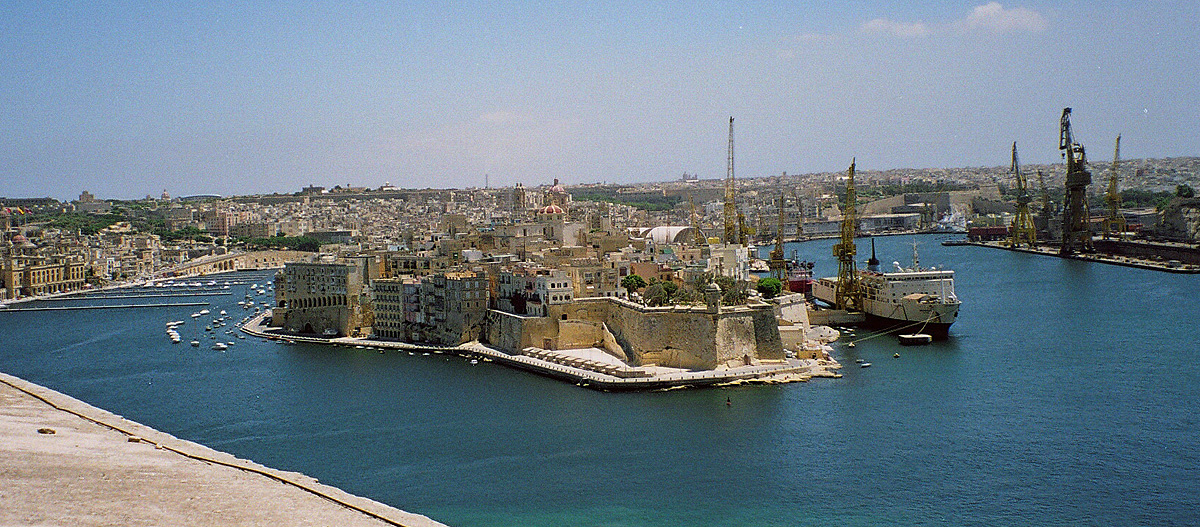
Port de La Valette : Dockyard Creek (à gauche) et French Creek (à droite) avec la ville fortifiée de Senglea entre les deux

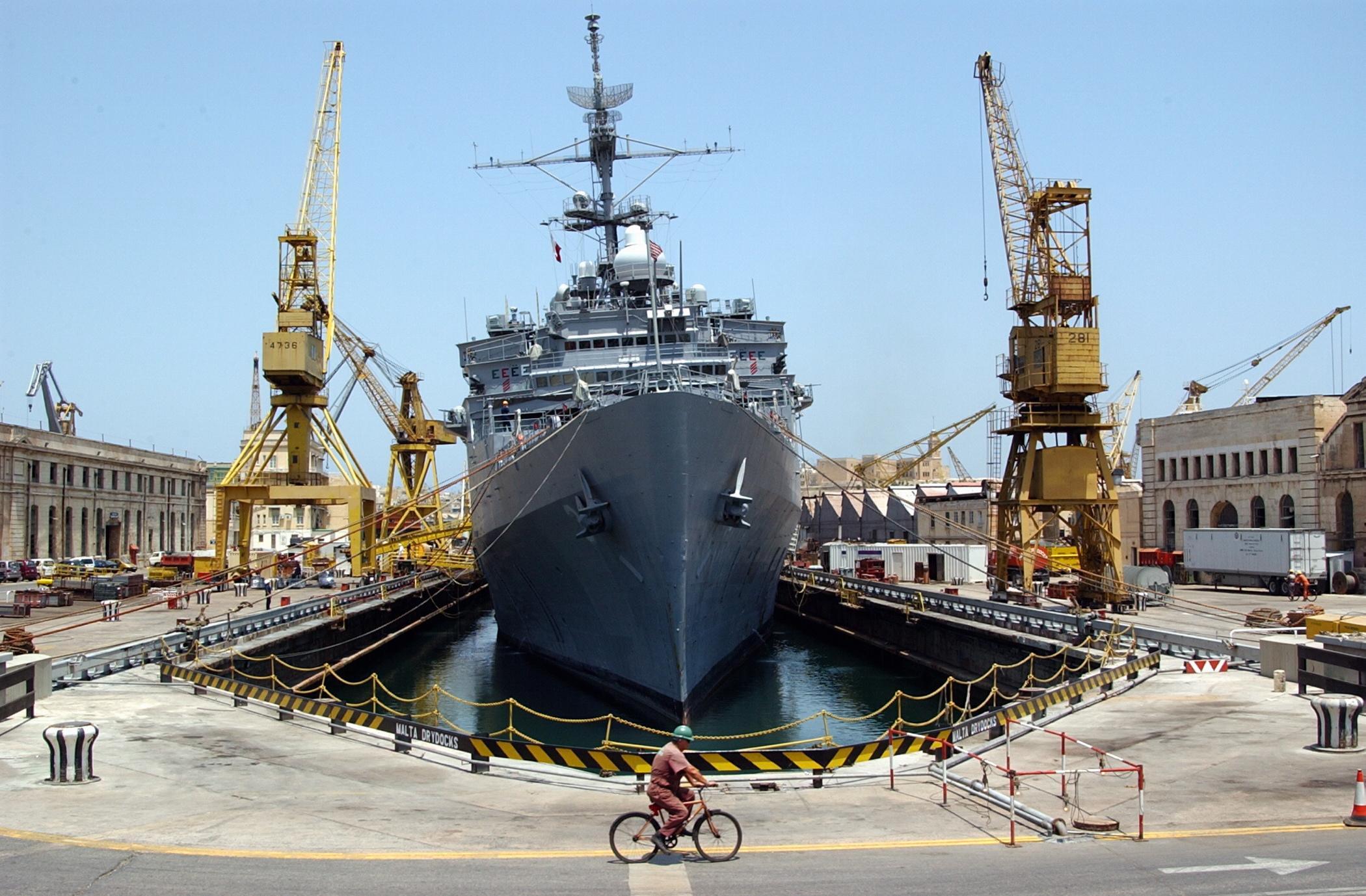
Un ouvrier d'un chantier naval maltais rentre chez lui à vélo après une journée de travail sur à Cospicua.

Le chantier naval de Malte est une importante base navale dans le Grand Harbour de Malte, en mer Méditerranée. Toujours en activité au XXIe siècle, cette infrastructure est  exploitée par Palumbo Shipyards.

## Histoire

### Avant 1800
Les Chevaliers de Malte établissent des chantiers navals à Grand Harbour pour l'entretien de leur flotte de galères. Celles-ci étaient réparties entre les villes de Senglea, Cospicua et Vittoriosa.

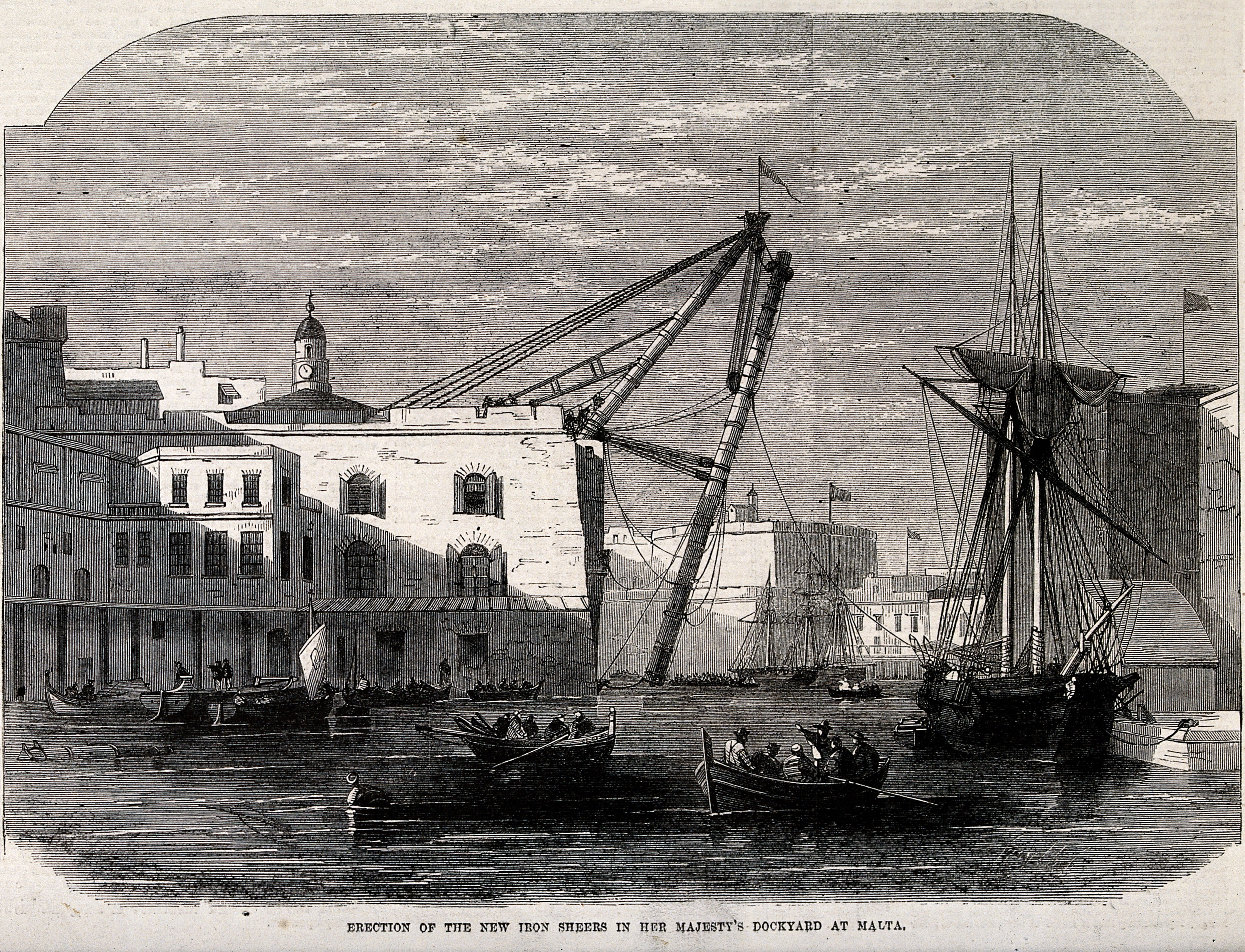
Chantier naval HM, Malte, 1865 : de nouveaux ciseaux en fer sont en service

Lorsque Malte devint protectorat britannique en 1800, ces installations sont progressivement consolidées par la Royal Navy. Avec la perte de Minorque, Malte devint rapidement la principale base méditerranéenne de la Marine britannique.
Le Royal Navy Dockyard, initialement situé autour de Dockyard Creek à Bormla occupait plusieurs des anciens bâtiments du chantier naval des Chevaliers de Malte. En 1850, les installations comprenaient des entrepôts, une corderie, une petite usine à vapeur, des installations de ravitaillement, des maisons pour les officiers du chantier et surtout une cale sèche – la première pour un chantier naval royal hors de Grande-Bretagne. Commencée en 1844, la cale sèche entre en service en 1847 ; dix ans plus tard, elle est agrandie pour former un double bassin (bassin n° 1 et n° 2).
Dans la seconde moitié du XIXe siècle, l'usine à vapeur  est agrandie, avec ses ateliers de machines et ses fonderies. Très vite, il devient évident que les quais encombrés de Dockyard Creek sont insuffisants pour accueillir des navires à la fois plus grands et plus nombreux. Il est donc décidé d'étendre le chantier dans le bras de mer adjacent  de French Creek : entre 1861 et 1909, cinq autres cales sèches - trois simples et une double - y sont construites, ainsi qu'un assortiment de bâtiments spécialisés pour servir la marine mécanisée.

### AuXXesiècle

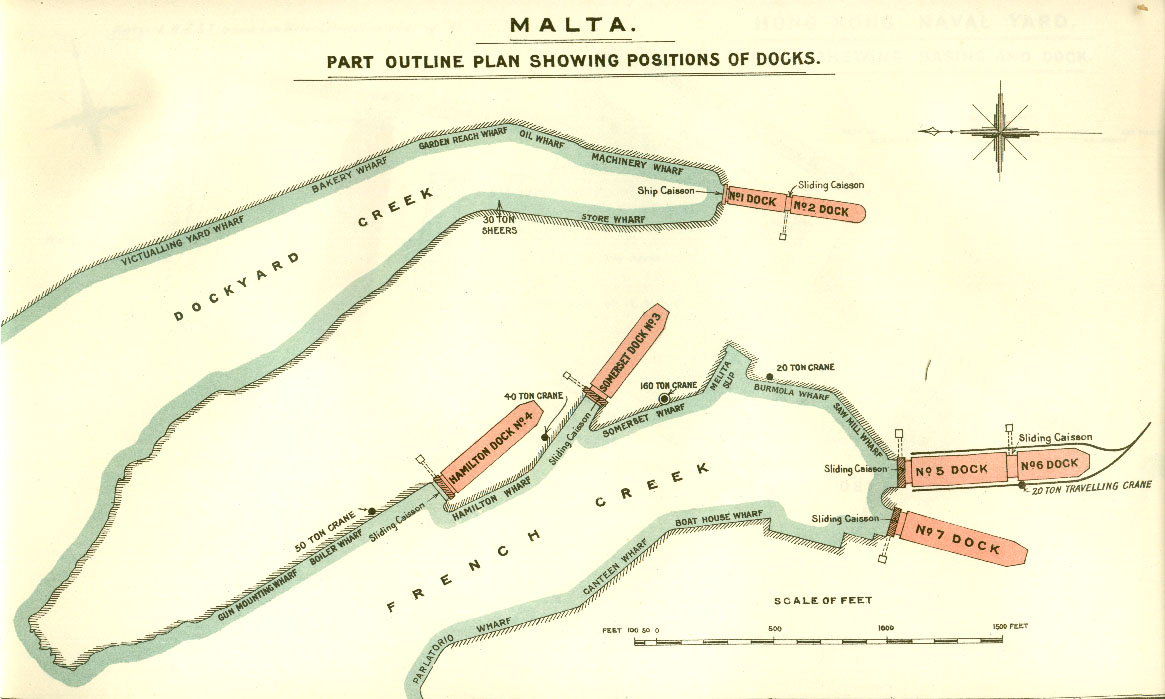
Carte de 1909 des quais 1, 2, 5, 6 et 7 de Malte à Bormla et des quais 4 et 5 flanquant Senglea.

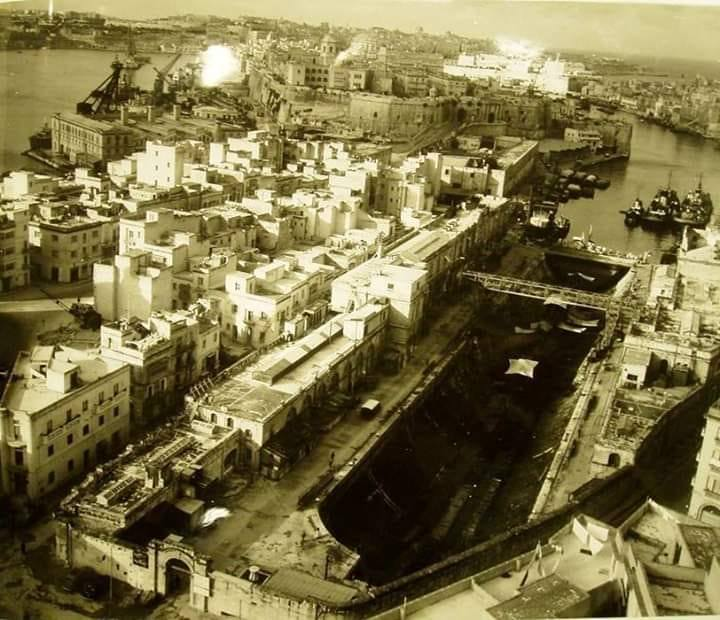
Quais n°1 et 2 (Hamilton Dock) à Bormla.

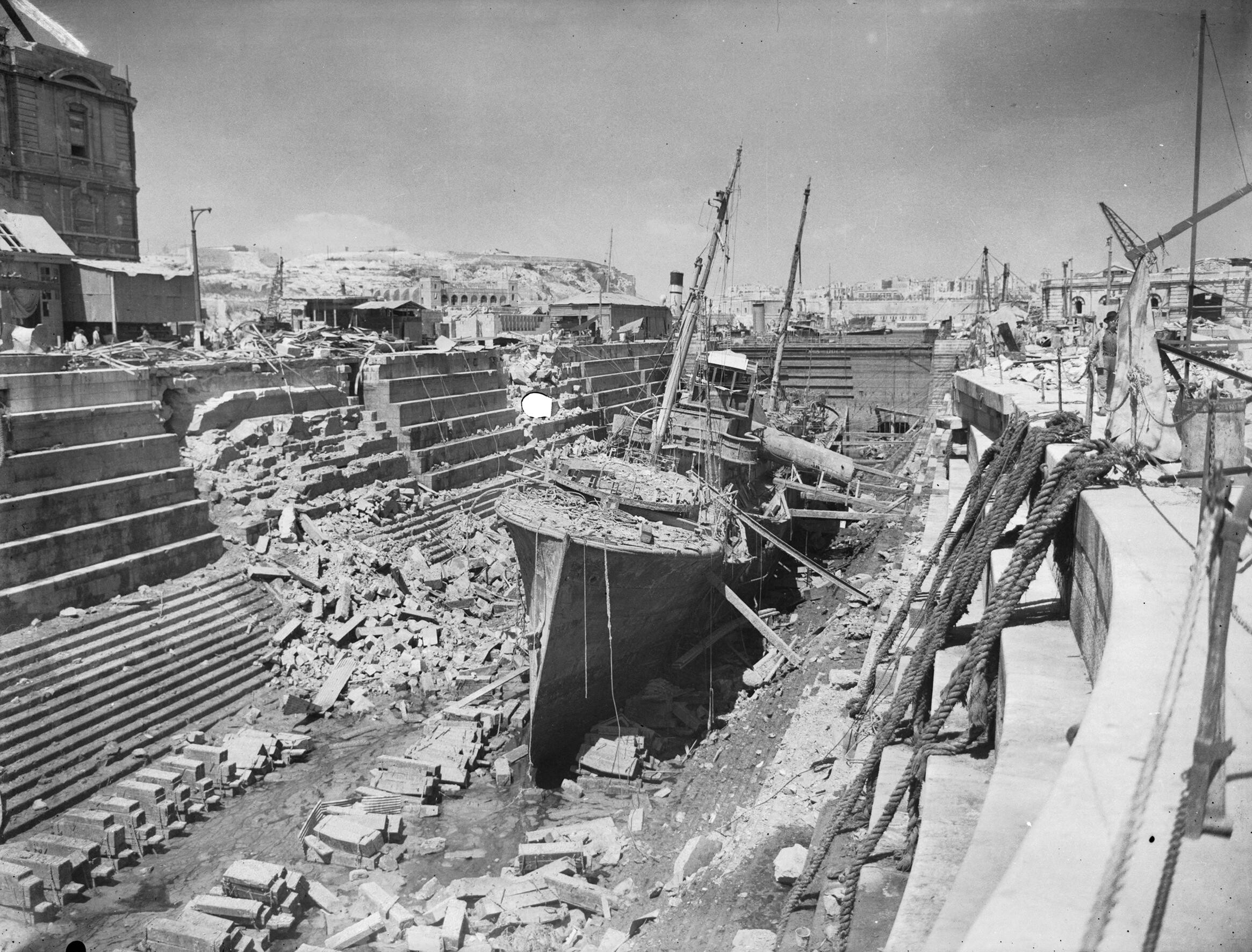
Le chalutier armé HMS Coral dans une cale sèche n° 3 (Somerset Dock) endommagée par les bombes pendant la Seconde Guerre mondiale

Le dockyard devient une importante base de ravitaillement pendant les Première et Seconde Guerres mondiales. En janvier 1941, soixante bombardiers allemands lancent une attaque en piqué  massive sur le chantier naval pour tenter de détruire le porte-avions britannique endommagé Illustrious, mais ce dernier ne reçoit qu'une seule bombe. Des bombardements allemands et italiens incessants ciblent Malte jusqu'en mars, opposés seulement à une poignée de chasseurs britanniques. Puis, en avril 1942, l'amiral surintendant du rapporte qu'à cause des attaques aériennes allemandes sur la base, « pratiquement aucun atelier n'était en activité autre que ceux souterrains ; tous les quais sont endommagés ; l'électricité, l'éclairage et les téléphones sont en grande partie hors service».
Au matin du 30 mars 1959, le chantier est remis à Messrs C.H. Bailey of South Wales, une entreprise civile de réparateurs de navires et d'ingénieurs maritimes. Lors d'une cérémonie tenue la veille dans la salle rouge (Red State Room) du palais de La Valette, devant des responsables de la marine et des civils, le quatrième Lord de la mer avait remis la clef cérémonialre au gouverneur de Malte, lequel l'avait ensuite transmise au président de Bailey. À l'époque, il était prévu que « le chantier continuerait à être approvisionné en travaux de réparation navale, qui diminueraient à mesure que les activités commerciales se développeraient. ». La supervision des travaux navals résiduels dans le chantier naval serait effectuée par du personnel sous la direction de l'officier général de Malte.
En février 1968 les Bailey se voient dépossédés du chantier par le gouvernement maltais. le chantier est  fermé en tant que base navale et la Royal Navy s'en  retire complètement en 1979. Le chantier est ensuite géré par un comité ouvrier entre 1979 et 1996 et se met à réparer des navires civils.

### AuXXIesiècle
En 2010, Malta Shipyards Ltd est placée en liquidation et ses actifs sont cédés à Palumbo Shipyards. Durant sa période nationalisée, le chantier naval a accumulé 1 milliard d'euros de pertes,. En 2011, Palumbo acquiert, pour un bail de 30 ans, l'installation voisine de « superyachts », qui comprend une cale sèche avec un toit rétractable.

## Administration du chantier naval de Malte
Le chantier naval a d'abord été géré, de 1791 à 1832, par un commissaire résident du Navy Board. À partir de 1832 tous les commissaires résidents des chantiers navals sont remplacés par des surintendants. Les administrateurs du dockyard ont été dans l'ordre chronologique :

### Commissaires résidents
Les titulaires de poste étaient, :
- 1791– 1793 Capitaine Harry Harmood (titre partagé à Gibraltar)
- 1793–1796 Capitaine Andrew Sutherland (titre partagé à Gibraltar)
- 1801–1803 Capitaine John Nicholson Inglefield (titre partagé à Gibraltar)
- 1803–1805 Capitaine Sir Alexander John Ball (titre partagé à Gibraltar)
- 1805–1807 Capitaine William Brown
- 1808–1811 Capitaine William Granville Lobb
- 1811–1812 Capitaine Percy Fraser
- 1812–1829 Capitaine Joseph Larcom
- 1829–1832 Thomas Briggs (amiral surintendant jusqu'en 1838)

### Amiraux surintendants
- 1832–1838 Contre-amiral Thomas Briggs
- 1838–1843 Contre-amiral John Louis
- 1843–1848 Contre-amiral Lucius Curtis
- 1848–1853 Contre-amiral Edward Harvey
- 1853–1855 Contre-amiral Houston Stewart
- 1855–1858 Contre-amiral Montagu Stopford
- 1858–1863 Contre-amiral Henry Codrington
- 1863–1864 Contre-amiral Horatio Austin
- 1864–1868 Contre-amiral Henry Kellett
- 1868–1870 Contre-amiral Edward Fanshawe
- 1870–1872 Contre-amiral Astley Key
- 1872–1876 Contre-amiral Edward Inglefield
- 1876–1878 Contre-amiral Edward Rice
- 1878–1879 Contre-amiral William Luard
- 1879–1882 Contre-amiral John McCrea
- 1882–1885 Contre-amiral William Graham
- 1885–1887 Contre-amiral William Ward
- 1887–1889 Contre-amiral Robert Douglas
- 1889–1892 Contre-amiral Alexander Buller
- 1892–1894 Contre-amiral Richard Tracey
- 1894–1897 Contre-amiral Richard Duckworth-King
- 1897–1900 Contre-amiral Rodney Lloyd
- 1900–1902 Contre-amiral Burges Watson
- 1902–1905 Contre-amiral James Hammet
- 1905–1907 Contre-amiral Arthur Bromley
- 1907–1910 Contre-amiral Frederic Fisher
- 1910–1912 Contre-amiralErnest Simons
- 1912–1914 Contre-amiral Sackville Carden
- 1914–1916 Contre-amiral Arthur Limpus
- 1916–1918 Contre-amiralGeorge Ballard
- 1918–1921 Contre-amiral Brian Barttelot
- 1921–1924 Contre-amiral John Luce (Contre-amiral en Charge, Malta, and Admiral Superintendent, Malta Dockyard)
- 1924–1926 Contre-amiral Charles Johnson (Rear-Admiral in Charge, Malta, and Admiral Superintendent, Malta Dockyard)
- 1926–1928 Contre-amiral Alexander Campbell (Rear-Admiral in Charge, Malta, and Admiral Superintendent, Malta Dockyard)
- 1928–1931 Contre-amiral Francis Mitchell (Rear-Admiral in Charge, Malta, and Admiral Superintendent, Malta Dockyard)
- 1931–1934 Contre-amiral Matthew Best (Rear-Admiral in Charge, Malta, and Admiral Superintendent, Malta Dockyard)
- 1934–1937 Vice Amiral Sir Wilfred French (Rear-Admiral (later Vice-Admiral) in Charge, Malta, and Admiral Superintendent, Malta Dockyard)
- 1937–1941 Contre-amiral Sir Wilbraham Ford (Vice-Admiral in Charge, Malta, and Admiral Superintendent, Malta Dockyard)

De 1941 à 1945, le poste de surintendant du chantier naval de Sa Majesté a été séparé de celui d'officier général en charge de Malte.
- 1941-1943 Contre-amiral (retraité) KHL Mackenzie (Surintendant naval, chantier naval de Malte)
- 1943-1945 Contre-amiral (retraité) PK Kekewich (Surintendant naval, chantier naval de Malte)

### Officier en chef, Malte
- 1941-1942 Vice-amiral Sir Ralph Leatham
- 1942-1943 Vice-amiral Sir Stuart Bonham Carter
- Mai-octobre 1943 Vice-amiral Arthur Power

### Vice-amiral de Malte et officier général de la Méditerranée centrale
- 1943–1945 Vice-amiral Sir Louis Hamilton[18]
- 1945-1946 Vice-amiral Sir Frederick Dalrymple-Hamilton

### Officier de pavillon, Malte
- 1946–1948 Contre-amiral Marcel Kelsey
- 1948-1950 Contre-amiral Philip Clarke
- 1950-1952 Vice-amiral Sir Geoffrey Hawkins
- 1952–1954 Contre-amiral Jocelyn Salter
- 1954–1957 Contre-amiral Wilfred Brittain
- 1957–1959 Vice-amiral Sir Charles Madden
- 1959-1961 Contre-amiral Derick Hetherington
- 1961–1963 Contre-amiral vicomte Kelburn

Note : Le poste était vacant entre 1963 et 1967
- 1967-1969 Contre-amiral Dudley Davenport
- 1969-1971 Contre-amiral Derrick Kent
- 1971-1973 Contre-amiral John Templeton-Cotill
- 1973–1975 Contre-amiral David Loram
- 1975–1979 Contre-amiral Sir Nigel Cecil

## Galerie
| |
| Factory building (1863) alongside No. 1 & 2 dock (Galley Storehouse and Sheer Bastion lie beyond). |

| |
| Galley Storehouse of the Knights of Malta, to which a top floor was added in 1804 to house a ropewalk. |

|                                                       |
| The masting sheer on Sheer Bastion in Dockyard Creek. |

| |
| Early 20th-century machine shop (left) and boat sheds (right) alongside No. 7 dock and the adjacent wharf. |

|                                                                                             |
| Former Victualling Yard bakery building (1844), which now houses the Malta Maritime Museum. |

| |
| A terrace, built to house galley captains, provided residences for the officers of the dockyard until the 1960s. |